# Campanula edulis
Campanula edulis är en klockväxtart som beskrevs av Peter Forsskål. Campanula edulis ingår i släktet blåklockor, och familjen klockväxter. Inga underarter finns listade i Catalogue of Life.

## Bildgalleri

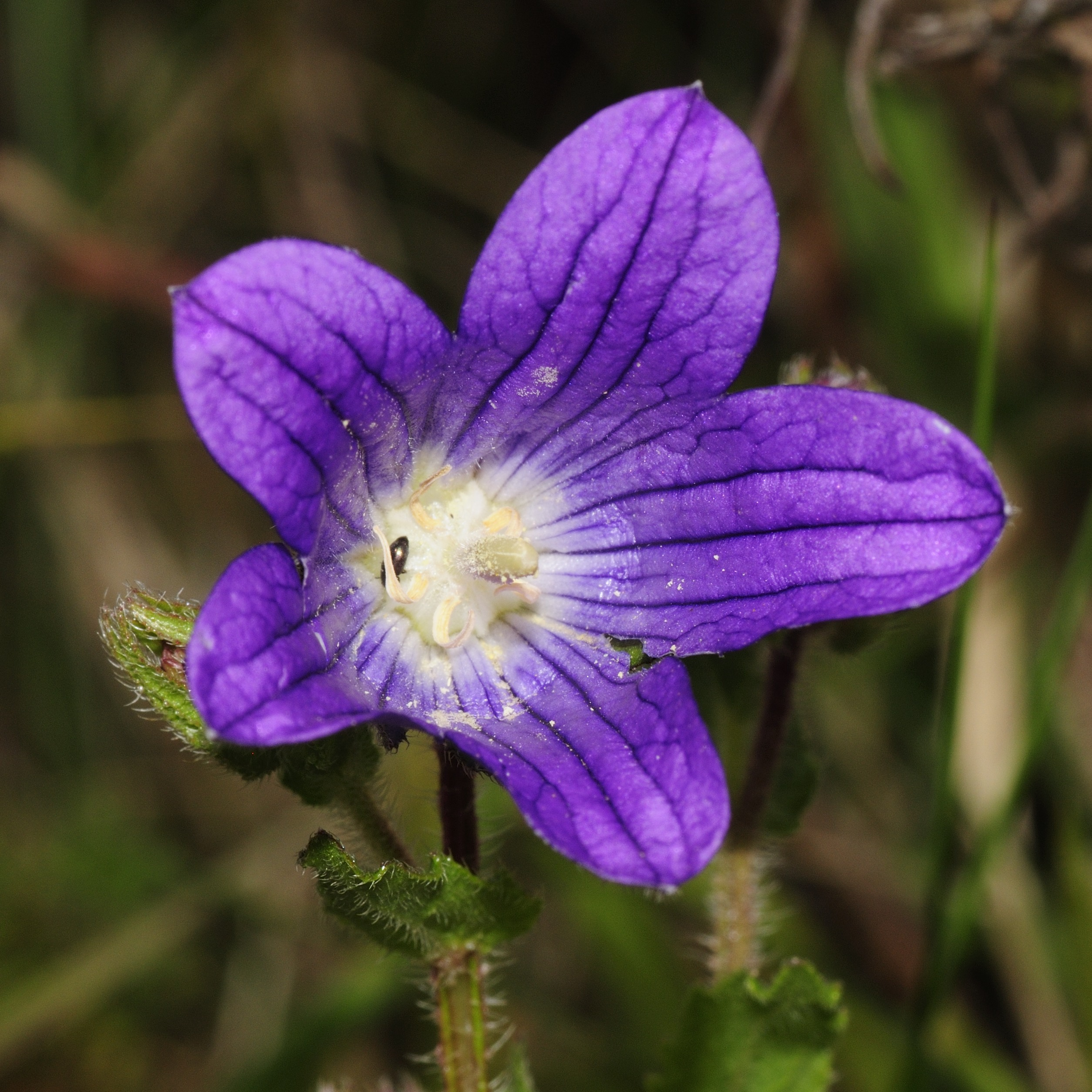
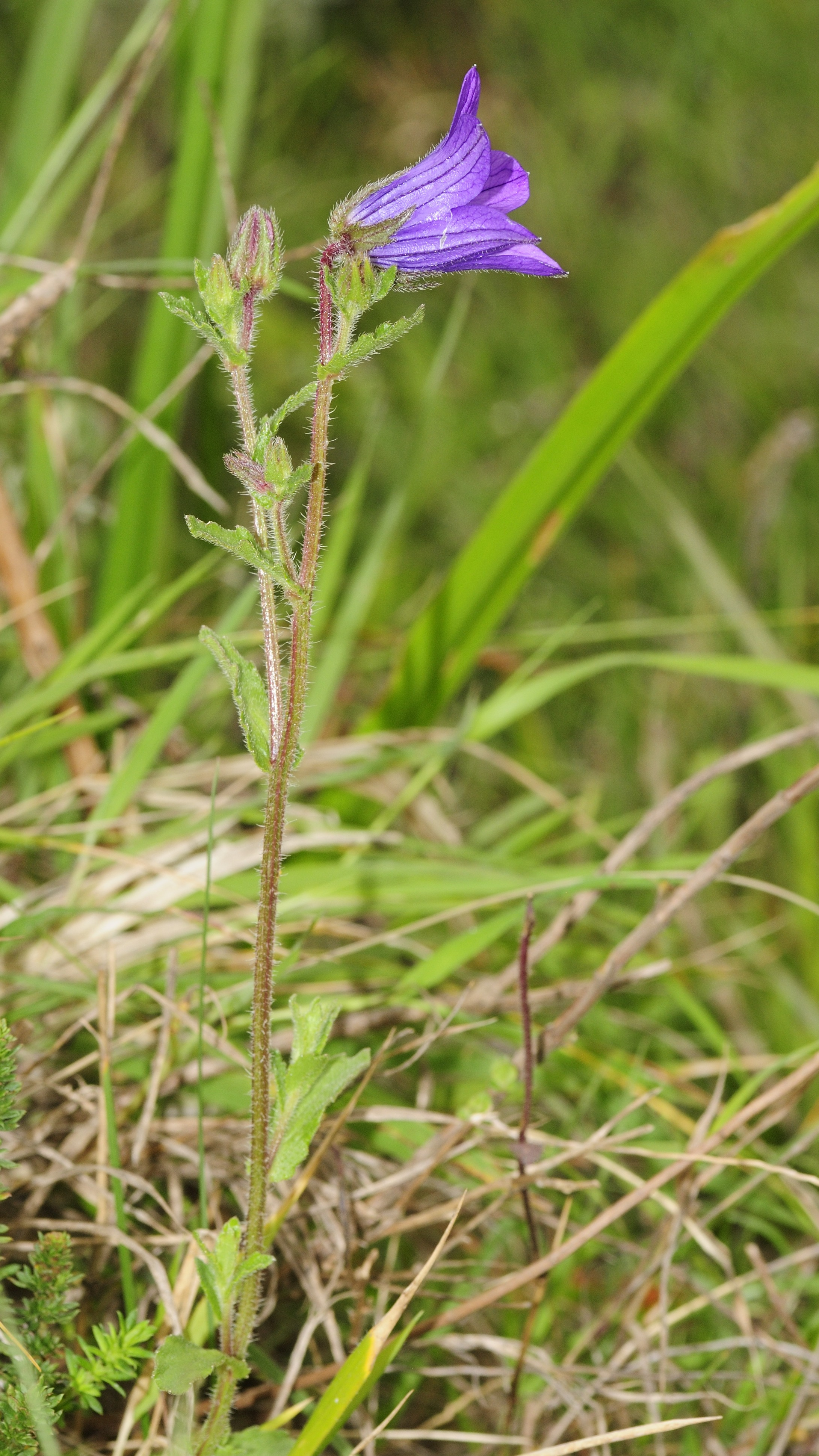